# Ла-Побла-де-Фарналс
Ла-Побла-де-Фарналс, Пуебла-де-Фарнальс (валенс. Pobla de Farnals, ісп. Puebla de Farnáls, офіційна назва La Pobla de Farnals) — муніципалітет в Іспанії, у складі автономної спільноти Валенсія, у провінції Валенсія. Населення — 7461 особа (2010).

## Географія
Муніципалітет розташований на відстані близько 300 км на схід від Мадрида, 11 км на північний схід від Валенсії.
На території муніципалітету розташовані такі населені пункти: (дані про населення за 2010 рік)
- Плая: 2714 осіб
- Ла-Побла-де-Фарналс: 4747 осіб

## Демографія
Динаміка населення (INE ):

## Галерея зображень

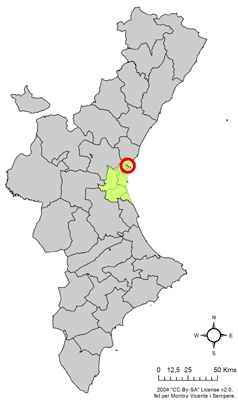
Розташування муніципалітету у автономній спільноті Валенсія
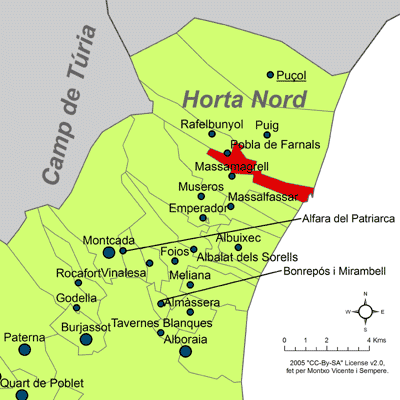
Розташування муніципалітету у комарці Уерта-Норте
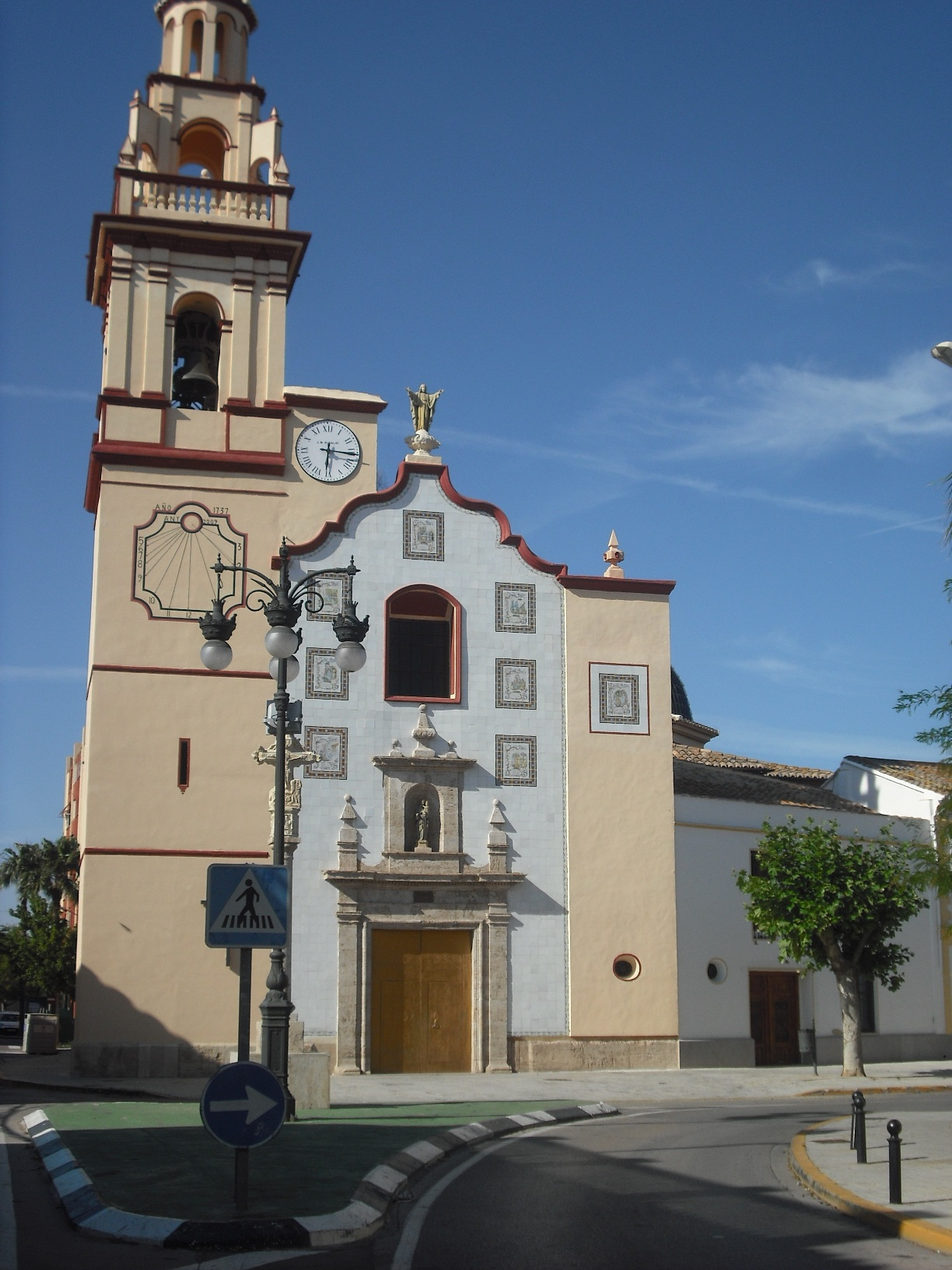
Церква Сан-Хосе